# 幽靈戀人
《幽靈戀人》（ホーンテッド!）是日本輕小說家平坂讀在MF文庫J發表的輕小說出道作，插畫為片瀨優。現已出版4集，台灣中文版由東立出版社代理。獲得第0屆MF文庫J輕小說新人獎優秀賞榮譽。

## 世界觀
本作的故事是發生在和地球的日本相似的地方，同時也會提到其他國家，但是和一般認知的世界有點不同。
- 在很突然的情況下世上十分之一的人死後，會以人眼看的到的靈體方式復活。而之所以會這樣的原因，各家學者說法不同。
- 因為這種神秘現象的發生，世界各地出現各種宗教狂熱份子。

## 故事概要
這是描述高中生久遠悠紀，在很突然的情況下受到了青梅竹馬的白咲深春叫到頂樓上的告白，卻又在很突然的情況下看到深春的意外死亡，當他後悔為何未給她明確的答案且抱著對方遺體哭泣並狂喊着「深春，我喜歡你啊！」時，卻又很突然的看到深春再生後的靈體。由於深春的死亡時的激動所喊出的話語被當作告白，因此悠紀就在突然的情況下有了一個幽靈戀人。

## 登場人物

### 主要角色
久遠悠紀
本書主角，綽號狼少年、自掘墳墓人偶等等，未至磨抗限流銃術的免許皆傳。高中二年B班學生，表面上是男性，但其實她是女孩，因為小時候跟深春吵誰才像男生，一起扮成男生後，深春一下就被認出來是女的，而悠紀被當成了男孩子，自暴自棄之下，索性改了戶籍性別變成男生，因此悠紀在學校是男學生，但放暑假時他就會恢復女生的身分。
白咲深春
本書女主角，悠紀的青梅竹馬，向悠紀告白後死亡，外號「愛與和平的使者」未至磨抗限流體術的免許皆傳，原本是F班的學生，死到後自動把自己的座位轉到B班。
未至磨常代
悠紀和深春的師父，開創了未至磨抗限流，是個強悍的老太婆，外號叫「回力標老太婆」（悠紀私下取的），名言：「當你感受到戰鬥的虛無時，就代表你成長了」
紀史元光　
擁有靈媒能力的高中一年級少女，因此碰的到深春，她的思想陰暗，容易想到壞的地方，喜歡上悠紀而向他告白，因而和悠紀及深春變成三角關係。
久遠九音　
悠紀的妹妹，也是未至磨抗限流的弟子。在作者的另外一部作品《月兔升空時》中有出現同名的角色，不過並不是同一人。

### 遠夜東高校
一之瀬可夜子
二年B班的班長，綽號「獵奇委員長」，暗戀著悠紀，原本打算在畢業旅行中向悠紀告白，不過後來卻知道悠紀其實是女性的事實，因此斷了對悠紀的愛意
紺藤數馬
二年B班的學生，是一之瀬可夜子的表親。
抹白吏架
二年B班的學生，綽號「美幼女」，雖然是高中生，但外表看起來像是小學生
神河史記
二年B班的學生，成績優良、外表端正的少年，但卻是神秘學的愛好者，常常說出電波發言。
時山時雨
二年B班的導師，綽號「聖人」。

## 出版書籍

### 日文版
1. 2004年9月30日初版第一刷発行　ISBN 4840111480
2. 2004年12月31日初版第一刷発行　ISBN 4840111979
3. 2005年3月31日初版第一刷発行　ISBN 4840112398
4. 2005年8月31日初版第一刷発行　ISBN 4840114099

### 中文版
1. 幽靈戀人! ISBN 9789861195971
2. 幽靈戀人2古都危機  ISBN 9789861195988
3. 幽靈戀人3突擊與打擊 ISBN 9789861195995
4. 幽靈戀人4無止盡的迷宮 ISBN 9789861196008